# Aéroport de Fond-du-Lac
L'aéroport de Fond-du-Lac est un aéroport situé en Saskatchewan, au Canada.

## Compagnies et destinations
| Compagnies | Destinations                                                      |
| ---------- | ----------------------------------------------------------------- |
| Rise Air   | Prince Albert Glass Field), Saskatoon, Stony Rapids, Uranium City |

Édité le 16/05/2025